# Альто
Альто (итал. Alto) — коммуна в Италии, располагается в регионе Пьемонт, в провинции Кунео.
Население составляет 122 человека (2008 г.), плотность населения составляет 16 чел./км². Занимает площадь 8 км². Почтовый индекс — 12070. Телефонный код — 0174.
Покровителем коммуны почитается Архангел Михаил, празднование 29 сентября.

## Демография
Динамика населения:

## Администрация коммуны
- Официальный сайт: